# Mosteiró (Vila do Conde)
Mosteiró is een plaats (freguesia) in de Portugese gemeente Vila do Conde en telt 891 inwoners (2001).